# Glenn Michibata
Glenn Michibata, né le 13 juin 1962 à Toronto, est un joueur de tennis professionnel canadien.
Il est finaliste en double messieurs de l'Open d'Australie 1990, associé à son compatriote Grant Connell. Il remporte par ailleurs quatre titres en double durant sa carrière, toujours associé à Grant Connell.

## Parcours dans les tournois duGrand Chelem

### En simple
| Année | Open d'Australie | Open d'Australie | Internationaux de France | Internationaux de France | Wimbledon       | Wimbledon    | US Open         | US Open     | Open d'Australie | Open d'Australie |
| ----- | ---------------- | ---------------- | ------------------------ | ------------------------ | --------------- | ------------ | --------------- | ----------- | ---------------- | ---------------- |
| 1983  | n.o.             | n.o.             | —                        | —                        | —               | —            | 2e tour (1/32)  | P. Cash     | —                | —                |
| 1984  | n.o.             | n.o.             | 1er tour (1/64)          | J. Gunnarsson            | 2e tour (1/32)  | G. Forget    | 1er tour (1/64) | M. Wilander | —                | —                |
| 1985  | n.o.             | n.o.             | —                        | —                        | —               | —            | —               | —           | —                | —                |
| 1986  | n.o.             | n.o.             | 1er tour (1/64)          | A. Gómez                 | 1er tour (1/64) | A. Mansdorf  | 1er tour (1/64) | Bo. Becker  | n.o.             | n.o.             |
| 1987  | 1er tour (1/64)  | J. Frana         | 1er tour (1/64)          | P. Kuchna                | —               | —            | —               | —           | n.o.             | n.o.             |
| 1988  | 2e tour (1/32)   | N. Kroon         | —                        | —                        | 2e tour (1/32)  | M. Wilander  | —               | —           | n.o.             | n.o.             |
| 1989  | 1er tour (1/64)  | J. Frawley       | 2e tour (1/32)           | F. Cancellotti           | 1er tour (1/64) | M. Vajda     | 2e tour (1/32)  | M. Nido     | n.o.             | n.o.             |
| 1990  | —                | —                | —                        | —                        | —               | —            | —               | —           | n.o.             | n.o.             |
| 1991  | —                | —                | —                        | —                        | 2e tour (1/32)  | O. Camporese | 1er tour (1/64) | N. Marques  | n.o.             | n.o.             |

N.B. : à droite du résultat se trouve le nom de l'ultime adversaire.

### En double
| Année | Open d'Australie          | Open d'Australie        | Internationaux de France    | Internationaux de France   | Wimbledon                    | Wimbledon                | US Open                     | US Open                  | Open d'Australie | Open d'Australie |
| ----- | ------------------------- | ----------------------- | --------------------------- | -------------------------- | ---------------------------- | ------------------------ | --------------------------- | ------------------------ | ---------------- | ---------------- |
| 1984  | n.o.                      | n.o.                    | —                           | —                          | 1er tour (1/32) S. Menon     | P. Fleming J. McEnroe    | —                           | —                        | —                | —                |
| 1985  | n.o.                      | n.o.                    | —                           | —                          | 2e tour (1/16) Layendecker   | H. Günthardt B. Taróczy  | —                           | —                        | —                | —                |
| 1986  | n.o.                      | n.o.                    | 1/8 de finale Layendecker   | S. Edberg A. Järryd        | 1er tour (1/32) E. Teltscher | G. Donnelly P. Fleming   | 1er tour (1/32) Layendecker | N. Aerts L. Mattar       | n.o.             | n.o.             |
| 1987  | 2e tour (1/16) B. Schultz | K. Flach R. Seguso      | 1er tour (1/32) Layendecker | J. Rive D. Tarr            | 2e tour (1/16) Layendecker   | A. Gómez S. Živojinović  | 2e tour (1/16) Layendecker  | S. Casal E. Sánchez      | n.o.             | n.o.             |
| 1988  | 1/4 de finale G. Connell  | A. Castle R. Saad       | —                           | —                          | 1/8 de finale G. Connell     | J. Fitzgerald A. Järryd  | 1er tour (1/32) G. Connell  | A. Kohlberg R. Van't Hof | n.o.             | n.o.             |
| 1989  | 1/4 de finale G. Connell  | R. Leach J. Pugh        | 1er tour (1/32) G. Connell  | C. Pioline G. Raoux        | 1er tour (1/32) G. Connell   | S. Giammalva Layendecker | 1er tour (1/32) G. Connell  | L. Jensen D. Wheaton     | n.o.             | n.o.             |
| 1990  | Finale G. Connell         | P. Aldrich D. Visser    | 1/8 de finale G. Connell    | S. Casal E. Sánchez        | 1/4 de finale G. Connell     | S. Kruger G. Van Emburgh | 1/8 de finale G. Connell    | P. Galbraith K. Jones    | n.o.             | n.o.             |
| 1991  | 1/8 de finale G. Connell  | U. Riglewski M. Stich   | 1/2 finale G. Connell       | J. Fitzgerald A. Järryd    | 1/2 finale G. Connell        | J. Fitzgerald A. Järryd  | 2e tour (1/16) G. Connell   | S. DeVries D. Macpherson | n.o.             | n.o.             |
| 1992  | 1/8 de finale G. Connell  | K. Jones R. Leach       | 2e tour (1/16) G. Connell   | T. Carbonell F. Roig       | 2e tour (1/16) G. Connell    | P. McEnroe J. Stark      | 1/8 de finale G. Connell    | J. Grabb R. Reneberg     | n.o.             | n.o.             |
| 1993  | 2e tour (1/16) D. Pate    | J. Fitzgerald A. Järryd | 1/8 de finale D. Pate       | T. Woodbridge M. Woodforde | 2e tour (1/16) D. Pate       | R. Bergh B. Talbot       | 1er tour (1/32) D. Pate     | M. Briggs T. Kronemann   | n.o.             | n.o.             |

N.B. : le nom du ou de la partenaire se trouve sous le résultat ; le nom des ultimes adversaires se trouve à droite.

## Participation aux Masters

### En double
| Année | Ville          | Surface    | Partenaire    | Résultats | Résultat final |
| ----- | -------------- | ---------- | ------------- | --------- | -------------- |
| 1990  | Sanctuary Cove | Dur ext.   | Grant Connell | 2v, 2d    | Demi-finaliste |
| 1991  | Johannesburg   | Dur indoor | Grant Connell | 2v, 2d    | Demi-finaliste |